# Kraftwerk Windisch
Das Kraftwerk Windisch ist ein Laufwasserkraftwerk der ehemaligen Spinnerei Kunz an der Reuss in Windisch im Kanton Aargau. Das Schleifenkraftwerk gehört der Axpo Kleinwasserkraft AG. 

## Geschichte
Der Gründer der Spinnerei Kunz, Heinrich Kunz, kaufte vom Müller von Gebenstorf, Johann Hartmann, die Reussmühle mit Streichwehr und Wasserrecht. 1828 erhielt er die Konzession zur Nutzung der Wasserkraft der Reuss bei Windisch. Er liess 1829 einen Kanal bauen. Die Reuss lieferte Energie für die Wasserräder, die seine Baumwollspinnmaschinen antrieben.
Der Kanal fliesst zwischen den beiden 1829/1835 gebauten sechsstöckigen Fabrikgebäuden («Alte Spinnerei») hindurch. Jedes Gebäude erhielt ein unterschlächtiges Wasserrad, die beidseits des Kanals gebaut wurden. Für die Schiffe wurde 1835 eine Schleuse neben dem Streichwehr erstellt. 
1864/66 wurden die Wasserräder durch vier Jonvalturbinen von Escher, Wyss & Co. ersetzt und der Unterwasserkanal auf über einen Kilometer verlängert. Mit der 1868 in Betrieb genommenen fünften Jonval-Turbine konnte die Gesamtleistung auf 842 PS gesteigert werden. 1870 wurde eine noch grössere Fabrik («Neue Spinnerei») hinter den zwei älteren Gebäuden errichtet. 
1907 bis 1908 wurde der Betrieb umgebaut, neben dem Wasserkraftwerk entstand ein Dampfkraftwerk für die Produktion eigener elektrischer Energie. 1917/18 wurde ein neues Turbinenhaus gebaut und 1927 das Maschinenhaus für eine Propellerkaplanturbine (Baujahr 1928) erweitert. Mit dem Umbau der Sperranlage vom alten Nadelwehr in eine Wehranlage aus Eisen konnte der Fluss noch etwas höher gestaut werden. Die Schleuse beim Kanaleinlauf wurde stillgelegt und das alte Streichwehr aus der Mühlezeit erhielt am rechten Flussufer eine Kahnrampe.

Spinnerei Kunz mit Maschinenhaus über dem Kanal zwischen alter und neuer Spinnerei, August 1932

Nach dem Niedergang der Textilindustrie in der Schweiz wurde das Fabrikareal umgenutzt und das Kraftwerk zur Stromproduktion umfunktioniert. In der Zeit von 1991 bis 2002 stellte die Spinnerei Kunz schrittweise die Produktion ein. 
Das Wasserkraftwerk ging mit einer neuen Wasserrechtskonzession bis 2055 in den Besitz der Axpo Kleinwasserkraft AG über. Bis 2016 liess die Axpo das Kraftwerk vom Elektrizitätswerk Altdorf erneuern.

## Heutige Produktion
Die Produktion der drei Maschinengruppen konnte dank der Erneuerung von 10 auf 11,7 Mio. kWh und die Leistung auf 1,5 Megawatt gesteigert werden.
Mit der neu eingebauten doppeltregulierten Kaplanturbine ist die Maschinengruppe 3 effizienter (max. 25 m3/s) geworden. Damit kann die konzessionierte Wassermenge von 55 m3/s voll ausgenutzt werden. Das Kraftwerk ist mit dem Label «naturemade star» zertifiziert.